# قائمة جسور إسرائيل

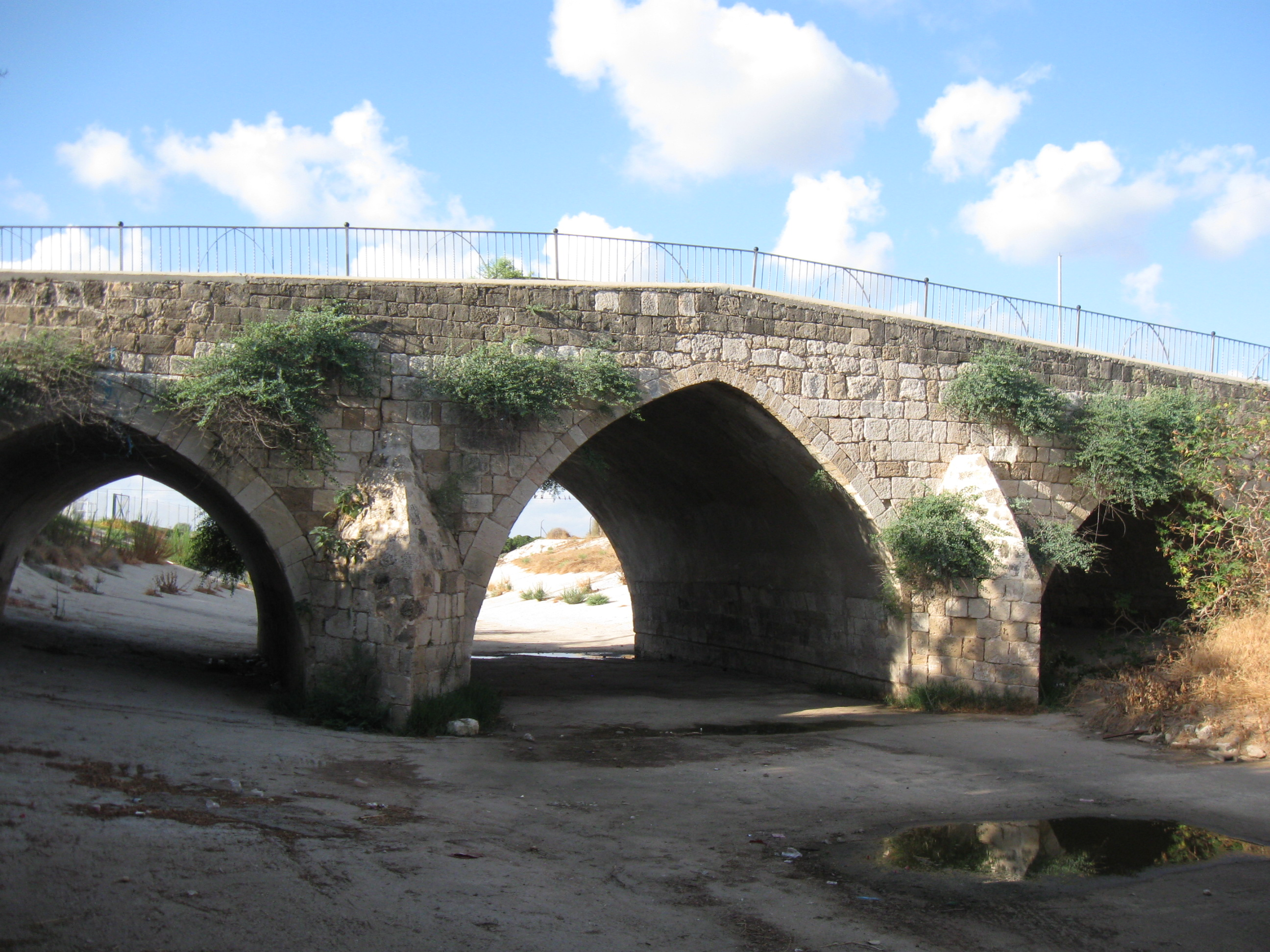
جسر يبنا

الجسر أو القنطرة (ج القناطر) هو مُنشأ يُستخدم للعبور من مكان إلى آخر بينهما عائق.

## قائمة الجسور إسرائيل
تحتوي هذه القائمة على أسماء الجسور في إسرائيل.
- جسر الشيخ حسين
- جسر القدس الصاري المعلق
- جسر الملك حسين
- جسر جنداس
- جسر يبنا
- جسر الأوتار (بتاح تكفا)